# Birsay

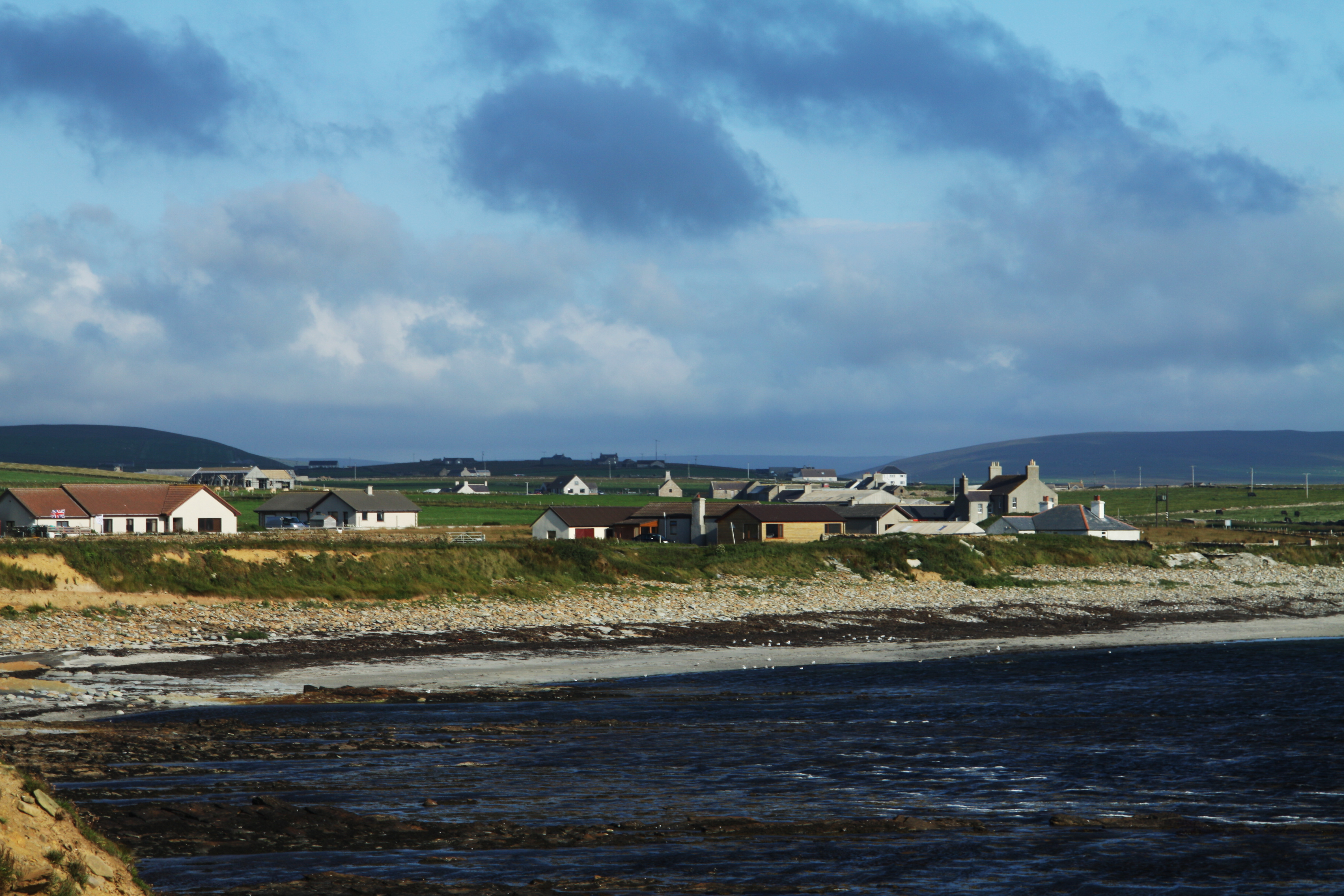
Blick auf Birsay vom Meer

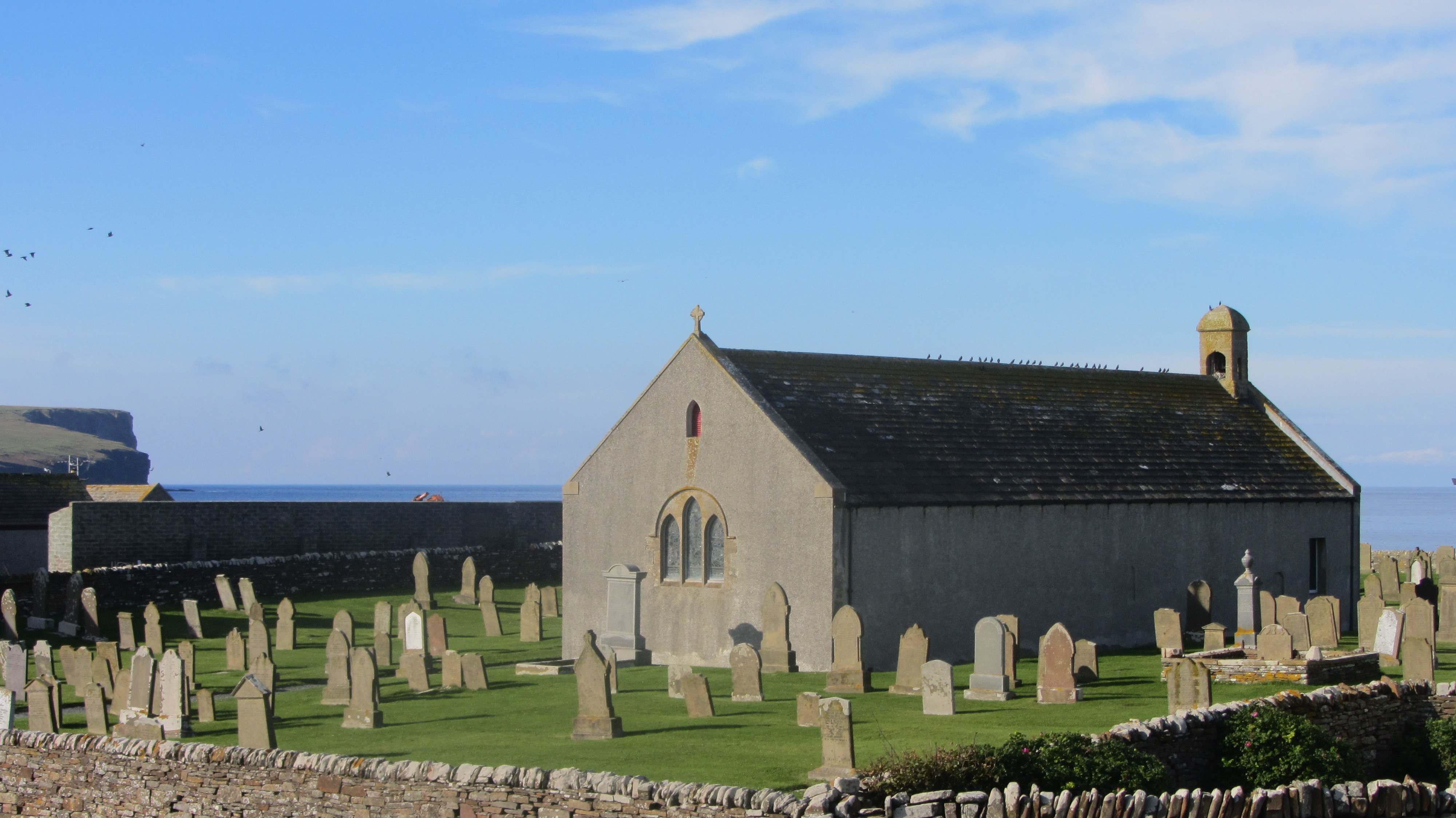
Die Kirche von Birsay

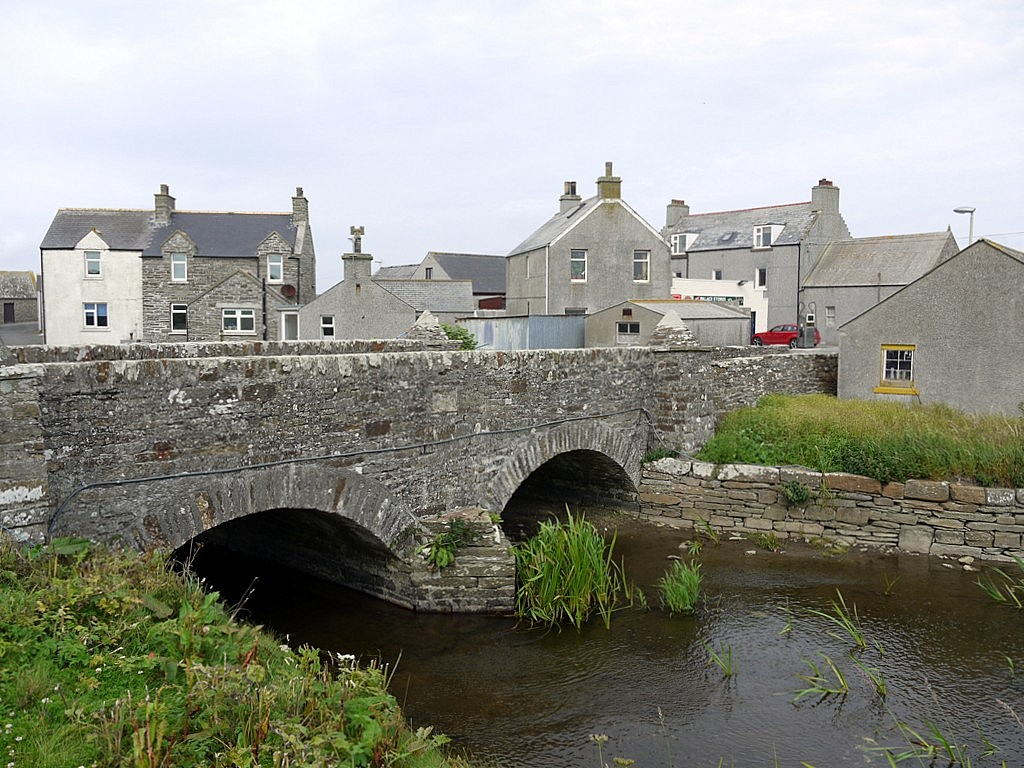
Die Brücke in Birsay

Birsay ist eine Ortschaft, die im Nordwesten der zu Schottland zählenden Orkneyinseln liegt.

## Geographie
Birsay ist eine größere Siedlung, die im Nordwesten der Insel Mainland am südöstlichen Ufer der Meeresbucht Birsay Bay liegt. Diese wird im Nordwesten begrenzt durch die Insel Brough of Birsay. Durch den Ort fließt der Fluss Burn of Boardhouse, der den See Loch of Boardhouse im Südosten entwässert.

## Historisches
Im Rahmen der historischen Gliederung Schottlands in Civil Parishes zählt Birsay zu Birsay and Harray. Als Kulturdenkmale ausgewiesen sind der Earl’s Palace als Scheduled Monument sowie die Brücke Birsay Bridge, die Kirche St Magnus Church sowie das ehemalige Pfarrhaus Old Birsay Manse als Listed Building in unterschiedlichen Kategorien.

## Verkehr
In Birsay enden zwei Fernstraßen. Die eine ist die A967, die von Stromness im Süden kommt, die andere die A966 von Finstown im Osten.